# Daihe
Daihe (kinesiska: 戴河镇, 戴河) är en köping i Kina. Den ligger i provinsen Hebei, i den norra delen av landet, omkring 260 kilometer öster om huvudstaden Peking. Antalet invånare är 36 313. Befolkningen består av 18 986 kvinnor och 17 327 män. Barn under 15 år utgör 10,0 %, vuxna 15-64 år 82 %, och äldre över 65 år 7,0 %.
Genomsnittlig årsnederbörd är 771 millimeter. Den regnigaste månaden är augusti, med i genomsnitt 202 mm nederbörd, och den torraste är januari, med 3 mm nederbörd.